# Нечунаевский (остров)
Нечунаевский — остров в Новосибирском водохранилище, расположенный примерно в 1 км от побережья села Борового.

## Описание
Расположен в нижней зоне водного объекта, имеет зону временного осушения. Входит в группу Пичуговских островов. Площадь — около 100 га. Административно относится к Боровскому сельсовету Новосибирского района. Лежит к северо-востоку от группы Пичуговских островов. На берегах к северу и югу расположены село Боровое и посёлок Тула Искитимского района. Расстояние до Борового примерно равно 1 км, глубина водохранилища в районе острова от 3 до 5 м. Мелководья Нечунаевского песчаные, численность донных организмов — 168,0 экз/м², биомасса составляет 1,680 г/м². Преобладают представители видов Glyptotendipes gripekoveni и Lipinilla arenicola. Для акватории, где обитают данные животные, характерны отсутствие рыб и защищённость от штормовых ветров, дующих с севера.
Постоянного населения нет. Объект туристических прогулок.

## История
До существования Новосибирского водохранилища был частью суши.
В 2019 году на Нечунаевском случился крупный пожар.

## Браконьерство
В 2016 году на острове была проведена операция по задержанию лиц, занимавшихся на его территории нелегальным выловом рыбы и её переработкой. Два жителя Новосибирска организовали незаконную базу с ангарами для хранения рыбы, банями, жилыми домиками и подсобными помещениями.